# Alfabeto tebano
O alfabeto tebano é um sistema de escrita de origem desconhecida que foi publicado pela primeira vez na obra Polygraphia (1518), do polímata e monge cristão João Tritêmio, na qual se atribuía sua criação a Honório de Tebas (mago mítico da Idade Média). 
Um aluno de Tritêmio, o mago renascentista Henrique Cornélio Agrippa (1486–1535), a atribuiu, porém, a Pedro de Ábano (1250–1316).
Dentre outros nomes, o alfabeto também é conhecido como honoriano, honórico ou Runas de Honório em função do seu suposto autor segundo Tritêmio (importante salientar que esse último nome não tem relação  com o sistema nórdico de runas). 
O nome mais popular, de fato, é Alfabeto das Feiticeiras, por causa do extensivo uso na bruxaria moderna. É uma das muitas cifras de substituição usadas para criptografar textos e anotações sobre magia, como as de um livro das sombras wiccano. Esta escrita apresenta poucas semelhanças com outros alfabetos, não tendo havido publicações anteriores a Tritêmio, apesar de sua grafia ter uma certa semelhança com as letras do alfabeto georgiano.
Há uma correspondência biunívoca entre o alfabeto tebano e latino antigo. As letras modernas J, U e W não existem, sendo substituídas hoje em dia pelos caracteres Tebanos para I, V e VV. Só existem letras na forma de maiúsculas, o que confirma a origem dessas cifras no latim e no latinório medieval, como no caso de vários alfabetos descritos por Tritêmio e Agrippa, cujas bases eram o alfabeto latino ou o hebraico. Apesar do nome, nada confirma que o alfabeto tenha realmente se originado em Tebas, ou mesmo sido escrito pelo nativo de lá (Honório) ao qual é atribuido.

## Alfabeto
O alfabeto tebano lembra um pouco alguns grupos de caracteres do alfabeto georgiano.
|   |           |       |   |   |              |
| A | B         | C     | D | E | F            |
|   |           |       |   |   |              |
| G | H         | I / J | K | L | M            |
|   |           |       |   |   |              |
| N | O         | P     | Q | R | S            |
|   |           |       |   |   |              |
| T | U / V / W | X     | Y | Z | Fim de frase |